# Australian Secret Intelligence Service

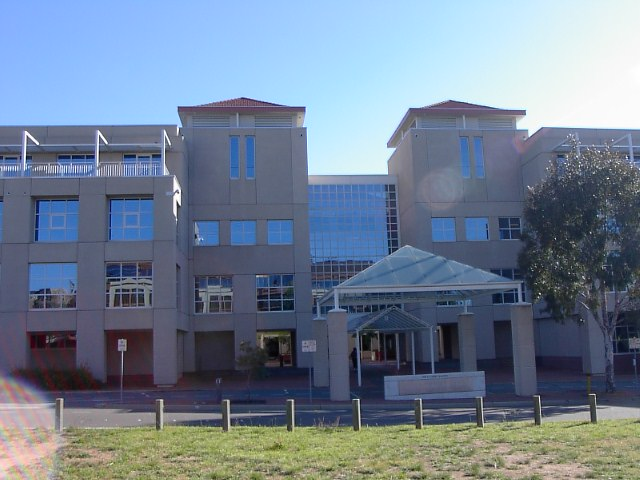
Het hoofdkantoor van (onder meer) de Australian Secret Intelligence Service

De Australian Secret Intelligence Service (afkorting: ASIS) is een Australische organisatie die verantwoordelijk is voor het verzamelen van buitenlandse inlichtingen, het organiseren van counter-intelligentie activiteiten en samenwerking met vergelijkbare buitenlandse organisaties. De organisatie is opgericht op 13 mei 1952 en is vergelijkbaar met bijvoorbeeld het Britse MI6 en de Amerikaanse CIA. ASIS valt onder het Australische ministerie van handel en buitenlandse zaken (Department of Foreign Affairs and Trade). Het hoofdkwartier is gevestigd in de Australische hoofdstad Canberra en het huidige hoofd van de organisatie is Nick Warner.